# 石井亀次郎
石井 亀次郎（いしい かめじろう、1918年（大正7年）9月4日 - 1991年（平成3年））は昭和期の童謡、流行歌歌手。妻は同じく童謡歌手だった宮下晴子。

## 経歴
東京出身。少年時代より、長谷山雛菊音楽会に所属し、1928年（昭和3年）、ビクターレコードより童謡歌手としてデビュー。翌年、松竹映画「母の歌」主題歌「母の歌」（歌：佐藤千夜子）B面「母を慕う歌」を平井英子と共に吹き込む。童謡歌手時代の他曲には、「春が来た」、「雀のお使い」、「ギックリカッコ」、「一茶さん」、「お祭り」などがある。
童謡歌手引退後、東洋音楽学校に入学するが中退。その後、奥田良三に師事し、ポリドールから再デビュー。石井肇及び、石井亀次郎名義で軍歌などを多く吹き込んだ。主にポリドールレコードで活躍し、代表曲には、「健歩の歌」、「愛国行進曲」、「三国同盟の歌」、「戦友の遺骨を抱いて」、「嗚呼特別攻撃隊」などがある。
戦後は、「やさしい和尚さん」(石井亀次郎とキングホウズキ会)で第1回日本レコード大賞・童謡賞を受賞した。
1991年（平成3年）死去。